# Salernos sol
Salernos sol er titlen på Anne-Marie Vedsø Olesens debutroman fra 2000 (forlaget Gyldendal). Romanen vandt andenprisen på 50.000 kr. i en romankonkurrence, som Gyldendal havde udskrevet i samarbejde med Det Kongelige Bibliotek i forbindelse med temaåret Middelalder 99.
En dommerkomite bestående af historikeren Steffen Heiberg, forfatteren Mette Winge og kritikeren Henrik Wivel motiverede tildelingen af prisen således:
| Citat | Den fængende beretning om lægen Edgar, hvis blanding af begavelse og naivitet gør ham til brik og offer i et kynisk magtspil. En fiktiv kærlighedshistorie elegant vævet sammen med en beretning om det katastrofale Andet Korstog, hvis forløb også i virkeligheden var så dramatisk og kulørt som her beskrevet. Fortalt i en ubesværet prosa uden de mentale anakronismer, der ofte er et problem i behandling af historisk stof. Særlig overbevisende er skildringen af miljøet omkring lægeskolen i Salerno | Citat |
| [ 3 ] | |       |